# Calliostoma blakei
Calliostoma blakei är en snäckart som beskrevs av Clench och Carlos Guillermo Aguayo 1938. Calliostoma blakei ingår i släktet Calliostoma och familjen Calliostomatidae. Inga underarter finns listade i Catalogue of Life.